# Dave Mackay
David Craig Mackay (14. november 1934 – 2. marts 2015) var en skotsk fodboldspiller og -træner. Mackay huskes bedst for en meget succesfuld spillerkarriere hos Heart of Midlothian, det Double-vindende Tottenham Hotspur-hold fra 1961, og vinde ligaen med Derby County som manager. 
Han repræsenterede også Skotland 22 gange, og var med i deres trup til VM i fodbold 1958. Mackay var uafgjort med Tony Book fra Manchester City i kampens om Football Writers' Associations Footballer of the Year-pris i 1969 og blev senere kåret af the Football League som en af deres "100 Legends". Han blev beskrevet af Tottenham Hotspur, som en af deres bedste spillere.